# A Show of Hands
A Show of Hands är ett livealbum av rockbandet Rush som släpptes 9 januari 1989. En stor del av låtarna var inspelade på Hold Your Fire turnén. Det finns 4 låtar från albumet Hold Your Fire på A Show of Hands. I introt på albumet spelas The Three Stooges låten.

## Låtlista
Alla låtar är skrivna av Alex Lifeson, Geddy Lee och Neil Peart, förutom där det står annat.
| Nr  | Titel                                                     | Längd |
| --- | --------------------------------------------------------- | ----- |
| 1.  | "Intro"                                                   | 0:53  |
| 2.  | "The Big Money"                                           | 5:59  |
| 3.  | "Subdivisions"                                            | 5:22  |
| 4.  | "Marathon"                                                | 6:39  |
| 5.  | "Turn the Page"                                           | 4:41  |
| 6.  | "Manhattan Project"                                       | 5:18  |
| 7.  | "Mission"                                                 | 5:46  |
| 8.  | "Distant Early Warning"                                   | 5:15  |
| 9.  | "Mystic Rhythms"                                          | 5:32  |
| 10. | "Witch Hunt"                                              | 4:00  |
| 11. | "The Rhythm Method" (Peart)                               | 4:37  |
| 12. | "Force Ten" (Lifeson, Lee, Peart, Pye Dubois)             | 4:55  |
| 13. | "Time Stand Still"                                        | 5:13  |
| 14. | "Red Sector A"                                            | 5:18  |
| 15. | "Closer to the Heart" (Lifeson, Lee, Peart, Peter Talbot) | 4:54  |